# Orlando Philharmonic Orchestra
L'Orlando Philharmonic Orchestra è l'orchestra professionale residente della Florida centrale, che si esibisce in più di 125 spettacoli per ogni stagione.

## Storia
Fondata nel 1993 la missione dell'orchestra è quella di incoraggiare e promuovere la musica sinfonica tramite la perfezione delle interpretazioni, l'educazione e la supremazia culturale. L'Orlando Philharmonic ha fatto quadrare il proprio bilancio ogni anno della sua esistenza. Con oltre 4 milioni di dollari l'Orlando Philharmonic ha la più grande dotazione di qualsiasi istituzione artistica nella Florida centrale. L'Orchestra è entrata nel suo 23º anniversario nella stagione 2015-2016, guidata da Eric Jacobsen nella sua stagione inaugurale come direttore musicale.
L'Orlando Philharmonic è l'orchestra professionale residente nella Florida centrale, composta da musicisti affermati reclutati da tutto il mondo.

## Programmi
L'orchestra presenta diversi tipi di programmazione. Le Super Serie, che va da settembre ad aprile, comprende dieci concerti, tra cui cinque concerti di musica classica e cinque concerti "pop". La serie classica 2015-2016 comprende artisti ospiti come la direttrice d'orchestra JoAnn Falletta ed il pianista Stewart Goodyear. La serie pop comprende musiche tratte da musical di Broadway, cinema e musica popolare. Tutti i concerti delle Super Serie vengono eseguiti al Bob Carr Performing Arts Center di Orlando.
La Filarmonica esegue diversi concerti di musica da camera ogni anno al Plaza Live Theatre di Orlando come parte della sua Focus Series. Una versione estiva di questa serie, la Sounds of Summer Series, si svolge nei mesi di giugno, luglio e agosto, con programmi realizzati dagli stessi musicisti dell'orchestra.
Inoltre l'Orlando Philharmonic esegue numerosi concerti di musica pop autunnale e primaverile all'aperto, eseguiti in collaborazione con i comuni di tutta la regione e offerti gratuitamente al pubblico.

## Opera lirica
Quando l'Orlando Opera chiuse i battenti nel 2009, la Philharmonic assunse la responsabilità di mantenere viva l'opera nella comunità della Florida centrale. Nel 2010 la Filarmonica ha eseguito due Opere in forma di concerto, Carmen e Porgy and Bess. Nel 2011 l'orchestra eseguì La bohème, nel 2012 il Rigoletto. L'Orchestra esegue ogni anno 30 concerti per giovani per oltre 60.000 studenti della scuola pubblica della contea di Orange, Seminole e Volusia, presso il Bob Carr Theater.

## Collaborazioni varie
La Filarmonica avvia molte iniziative di collaborazione. Fin dalla sua istituzione, l'orchestra ha collaborato con l'Orlando Opera, l'Orlando Ballet, la Florida Symphony Youth Orchestra, la Florida Young Artists Orchestra, l'Orlando Museum of Art, l'Orlando Science Center, la Bethune-Cookman University, l'University of Central Florida, la Stetson University, la "Negro Spiritual" Scholarship Foundation, il Mad Cow Theatre, la Bach Festival Society of Winter Park, lOrange County Regional History Center e molte altre organizzazioni della sua area.